# 新四军重建军部旧址
新四军重建军部旧址位于中国江苏省盐城市亭湖区建军西路118号泰山庙。

## 历史
1941年1月皖南事变后，蒋中正命令取消新四军番号。1941年1月20日，中共中央发布重建新四军军部的命令。1941年3月，中共中央中原局和新四军军部迁入泰山庙。5月，中共中央华中局在此成立。刘少奇、陈毅在此领导苏北根据地。

## 建筑
泰山庙（又名东岳庙）系明代建筑，万历十年（1582年）知县杨瑞云重修，四进三殿两厢，分别为山门、前殿、正殿和后殿（藏经楼）。占地面积9600平方米。清末光绪三十二年（1906年）改办学堂。民初改设职业中学，1938年日军入侵时停办。
1945年8月日本投降后，伪军残部拆毁泰山庙构筑防御工事，古建筑仅存断壁残垣。
1984年，泰山庙按原样修复。1986年10月与新四军纪念馆同时对外开放。

## 保护
2006年5月25日，新四军重建军部旧址由中华人民共和国国务院公布为第六批全国重点文物保护单位，编号6-941。